# كأس السوبر التشيلي 2015
بطولة كأس السوبر التشيلي 2015 هي النسخة الثالثة من بطولة كأس السوبر التشيلي، لعب يوم 30 سبتمبر 2015 في بلدية جيرمان بيكر، بين فريق أونيفرسيداد دي كونسيبسيون الفائز بكأس تشيلي وفريق أونيفرسيداد دي تشيلي الفائز بالدوري. وقد انتهت المباراة بفوز أونيفرسيداد دي تشيلي بالمباراة بنتيجة 2–1 ليحصد لقبه الأول في تاريخ البطولة.

## التفاصيل
| أونيفرسيداد دي كونسيبسيون | 1–2 | أونيفرسيداد دي تشيلي                                    |
| ------------------------- | --- | ------------------------------------------------------- |
| فرناندو 90+1' (ركلة.)     |     | سواريز 10' (بالقدم اليمنى) · ماتياس 81' (بالقدم اليمنى) |

| أونيفرسيداد دي كونسيبسيون | أونيفرسيداد دي تشيلي |

| الحكام المساعدون: أوسكار سوازو إيدسون الحكم الرابع: بييرو | قوانين المباراة - 90 دقيقة. - ركلات جزاء ترجيحية إذا استمرت النتيجة متعادلة. - سبعة لاعبين بدلاء يتم تسجيل أسمائهم. - يمكن استخدام ثلاثة منهم على الأكثر. |